# Chamaedorea
Chamaedorea es un género con 221 especies perteneciente a la familia  de las palmeras (Arecaceae). Las especies de este género son de origen americano, y van desde México hasta el oeste de Brasil y norte de Bolivia.
Son palmeras inermes pequeñas, desde unos centímetros hasta unas quince metros (sono el C. costaricana. El limbo de C. minima llega a medir solamente quince centímetros, lo que la convierte en la hoja madura más pequeña de todas las palmas.).
En general, las palmas del género Chamaedorea presentan varias utilidades para las comunidades indígenas, por ejemplo la Caña de San Pablo o Caña de víbora es empleada como antiofídico y de la madera de la palma conocida como Maraja o Molinillo se fabrican molinillos

## Distribución y hábitat
Son nativas de las regiones tropicales y subtropicales de las Américas. Crecen en el sotobosque de las selvas tropicales y, a menudo, se difunde por medio de corredores subterráneos, formando colonias clonales.

## Descripción
Pequeñas palmeras, de entre 30 cm a 6 m de altura con delgados tallos como los de la caña de azúcar. Las hojas son pinnadas (rara vez enteras), con uno a numerosos foliolos. Las flores se producen en inflorescencias, son dioicas, es decir, hay especímenes con solo flores masculinas y especímenes con solo flores femeninas.  El fruto es una drupa naranja o roja  de 0,5 a 2 cm de diámetro. Tal vez la especie más conocida es Chamaedorea elegans de México y Guatemala, popular planta de interior durante la época victoriana. Otra popular especie es Chamaedorea seifrizii (el bambú). jaggery) y por destilación un aguardiente (arrack).

## Taxonomía
El género fue descrito por Carl Ludwig Willdenow y publicado en Species Plantarum. Editio quarta 4(2): 638, 800. 1806.
Etimología
Chamaedorea: nombre genérico que deriva de las palabras griegas: χαμαί (chamai), que significa "sobre el terreno", y δωρεά (dorea) , que significa "regalo", en referencia a las frutas fácilmente alcanzadas en la naturaleza por el bajo crecimiento de las plantas.

## Especies

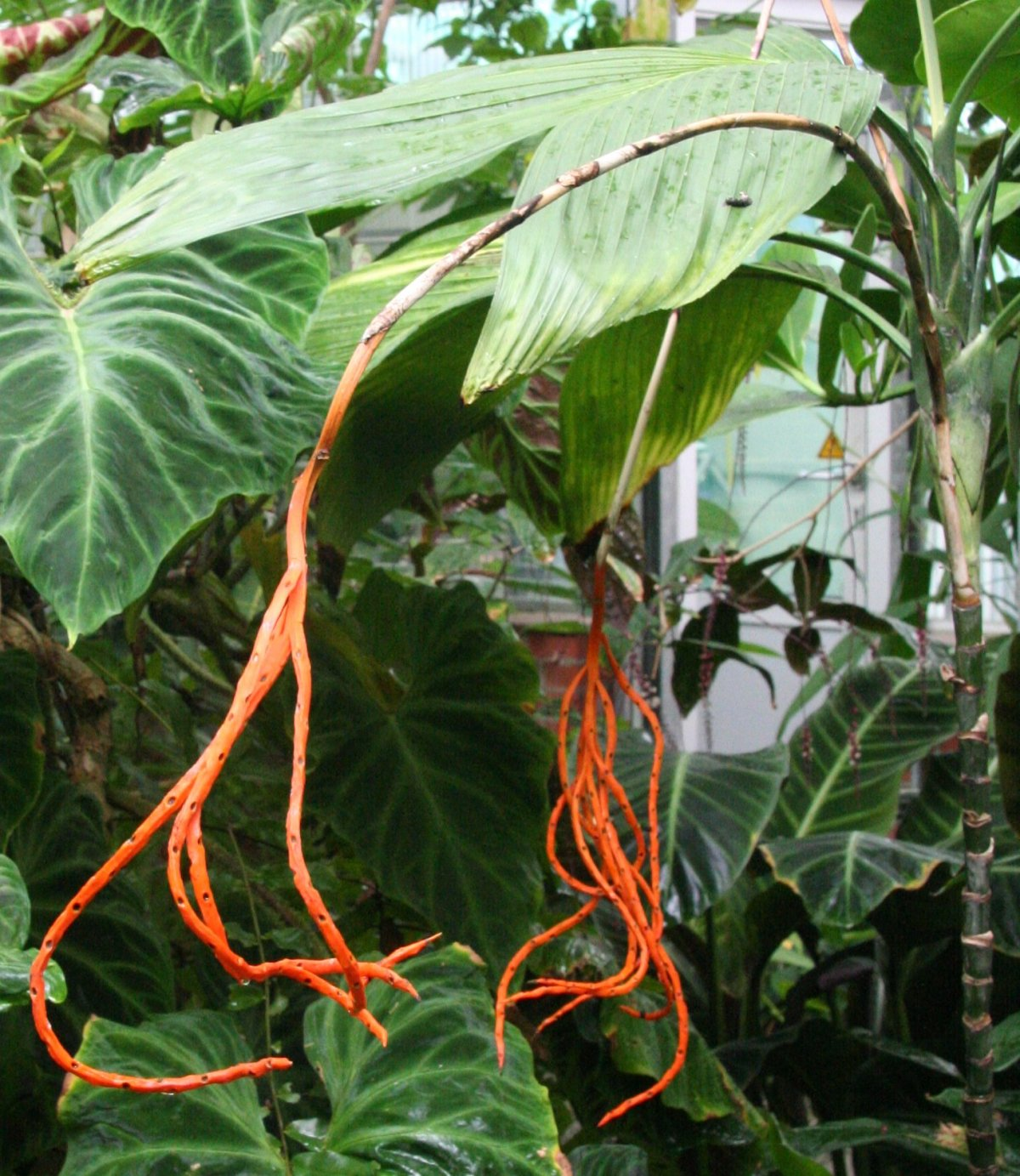
C. ernesti-augustii.

| - Chamaedorea adscendens (Dammer) Burret - Chamaedorea allenii L.H.Bailey - Chamaedorea alternans H.Wendl. - Chamaedorea amabilis H.Wendl. ex Dammer - Chamaedorea anemophila Hodel - Chamaedorea angustisecta Burret - Chamaedorea arenbergiana H.Wendl. - Chamaedorea atrovirens Mart. - Chamaedorea benziei Hodel - Chamaedorea binderi Hodel - Chamaedorea brachyclada H.Wendl. - Chamaedorea brachypoda Standl. & Steyerm. - Chamaedorea carchensis Standl. & Steyerm. - Chamaedorea castillo-montii Hodel - Chamaedorea cataractarum Mart. - Chamaedorea christinae Hodel - Chamaedorea correae Hodel & N.W.Uhl - Chamaedorea costaricana Oerst. - Chamaedorea crucensis Hodel - Chamaedorea dammeriana Burret - Chamaedorea deckeriana (Klotzsch) Hemsl. - Chamaedorea deneversiana Grayum & Hodel - Chamaedorea elatior Mart. - Chamaedorea elegans Mart. - Chamaedorea ernesti-augustii H.Wendl. - Chamaedorea falcifera H.E.Moore - Chamaedorea foveata Hodel - Chamaedorea fractiflexa Hodel & Cast.Mont - Chamaedorea fragrans Mart. - Chamaedorea frondosa Hodel, Cast.Mont & Zúñiga - Chamaedorea geonomiformis H.Wendl. - Chamaedorea glaucifolia H.Wendl. - Chamaedorea graminifolia H.Wendl. - Chamaedorea guntheriana Hodel & N.W.Uhl - Chamaedorea hodelii Grayum - Chamaedorea hooperiana Hodel - Chamaedorea ibarrae Hodel - Chamaedorea incrustata Hodel, G.Herrera & Casc.Mont - Chamaedorea keelerorum Hodel & Cast.Mont - Chamaedorea klotzschiana H.Wendl. - Chamaedorea latisecta (H.E.Moore) A.H.Gentry - Chamaedorea lehmannii Burret - Chamaedorea liebmannii Mart. - Chamaedorea linearis (Ruiz & Pav.) Mart. - Chamaedorea lucidifrons L.H.Bailey - Chamaedorea macrospadix Oerst. - Chamaedorea matae Hodel - Chamaedorea metallica O.F.Cook ex H.E.Moore - Chamaedorea microphylla H.Wendl. - Chamaedorea microspadix Burret - Chamaedorea moliniana Hodel, Cast.Mont & Zúñiga - Chamaedorea murriensis Galeano - Chamaedorea nationsiana Hodel & Cast.Mont - Chamaedorea neurochlamys Burret - Chamaedorea nubium Standl. & Steyerm. - Chamaedorea oblongata Mart. - Chamaedorea oreophila Mart. - Chamaedorea pachecoana Standl. & Steyerm. - Chamaedorea palmeriana Hodel & N.W.Uhl - Chamaedorea parvifolia Burret - Chamaedorea parvisecta Burret - Chamaedorea pauciflora Mart. - Chamaedorea pedunculata Hodel & N.W.Uhl - Chamaedorea pinnatifrons (Jacq.) Oerst. - Chamaedorea piscifolia Hodel, G.Herrera & Cascante - Chamaedorea pittieri L.H.Bailey - Chamaedorea plumosa Hodel - Chamaedorea pochutlensis Liebm. - Chamaedorea ponderosa Hodel - Chamaedorea pumila H.Wendl. ex Dammer - Chamaedorea pygmaea H.Wendl. - Chamaedorea queroana Hodel - Chamaedorea radicalis Mart. - Chamaedorea recurvata Hodel - Chamaedorea rhizomatosa Hodel - Chamaedorea ricardoi R.Bernal, Galeano & Hodel - Chamaedorea rigida H.Wendl. ex Dammer - Chamaedorea robertii Hodel & N.W.Uhl - Chamaedorea rojasiana Standl. & Steyerm. - Chamaedorea rosibeliae Hodel, G.Herrera & Cascante - Chamaedorea rossteniorum Hodel, G.Herrera & Cascante - Chamaedorea sartorii Liebm. - Chamaedorea scheryi L.H.Bailey - Chamaedorea schiedeana Mart. - Chamaedorea schippii Burret - Chamaedorea seifrizii Burret - palmera bambú - Chamaedorea selvae Hodel - Chamaedorea serpens Hodel - Chamaedorea simplex Burret - Chamaedorea skutchii Standl. & Steyerm. - Chamaedorea smithii A.H.Gentry - Chamaedorea stenocarpa Standl. & Steyerm. - Chamaedorea stolonifera H.Wendl. ex Hook.f. - Chamaedorea stricta Standl. & Steyerm. - Chamaedorea subjectifolia Hodel - Chamaedorea tenerrima Burret - Chamaedorea tepejilote Liebm. - Chamaedorea tuerckheimii (Dammer) Burret - Chamaedorea undulatifolia Hodel & N.W.Uhl - Chamaedorea verapazensis Hodel & Cast.Mont - Chamaedorea verecunda Grayum & Hodel - Chamaedorea volcanensis Hodel & Cast.Mont - Chamaedorea vulgata Standl. & Steyerm. - Chamaedorea warscewiczii H.Wendl. - Chamaedorea whitelockiana Hodel & N.W.Uhl - Chamaedorea woodsoniana L.H.Bailey - Chamaedorea zamorae Hodel |